# 丹麥的伊莉莎白 (1573-1626)
丹麥的伊莉莎白（丹麥語：Elisabeth af Danmark，1573年8月25日—1626年7月19日），不倫瑞克公爵夫人，丹麥國王弗雷德里克二世的女兒。

## 家庭
1590年，伊莉莎白與沃爾芬比特爾親王海因里希·尤里烏斯結婚，兩人共有2子3女：
1. 腓特烈·烏爾里希（1591年—1634年）
2. 索菲·海德薇希（1592年—1642年）
3. 伊莉莎白（英语：Elisabeth of Brunswick-Wolfenbüttel, Duchess of Saxe-Altenburg）（1593年—1650年）
4. 海德薇希（英语：Hedwig of Brunswick-Wolfenbüttel）（1595年—1650年）
5. 克里斯蒂安（1599年—1626年）